# Criminal: Spanyolország
A Criminal: Spanyolország egy 2019-ben bemutatott spanyol nyelvű rendőrségi antológiai sorozat, amelyet Kay Smith és Jim Field Smith készített. A sorozat főszereplői  Emma Suárez, Carmen Machi és Álvaro Cervantes. Ez egy 12 epizódból álló sorozat részét képezi, három epizódot négy különböző országban készítenek, és a helyi nyelveken forgatják: Franciaországban, Spanyolországban, Németországban és az Egyesült Királyságban. A sorozat 2019. szeptember 20-án jelent meg a Netflixen.

## Epizódok
| #  | Cím     | Rendező         | Író                  | Premier                                   |
| -- | ------- | --------------- | -------------------- | ----------------------------------------- |
| 1. | Isabel  | Mariano Barroso | Alejandro Hernández  | 2019. szeptember 20. 2019. szeptember 20. |
| 2. | Carmen  | Mariano Barroso | Manuel Martín Cuenca | 2019. szeptember 20. 2019. szeptember 20. |
| 3. | Carmelo | Mariano Barroso | Alejandro Hernández  | 2019. szeptember 20. 2019. szeptember 20. |